# Wayne Brown
Wayne Brown, född 20 augusti 1977 i Barking (London), är en engelsk före detta fotbollsspelare som spelade som mittback.
Wayne Browns professionella karriär började år 1995 med Ipswich Town. Han var under sin sejour med Ipswich utlånad till Colchester United, Queens Park Rangers, Wimbledon och Watford. I Ipswich Town spelade Brown 40 matcher. År 2002 såldes Brown till Watford, under sin tid i Watford var han utlånad till Gillingham och Colchester United. Brown imponerade på Colchester och år 2004 såldes han till klubben.
Brown spelade i Colchester United tre år, men han hann med imponerande 124 matcher (4 mål), Han blev framröstad som årets spelare i Colchester år 2006. År 2007 såldes Brown till hårt satsande Hull City för £450 000. I sitt första år med klubben gick han upp till Premier League. Brown fick det dock tyngre under den kommande säsongen då nyförvärv konkurrerade ut mittbacken. Brown lånades direkt ut till Preston North End. År 2009 lånades han ut till League One klubben Leicester City. I Leicester spelade han mycket bra, vilket gjorde att skrev på ett permanent två års kontrakt med klubben år 2009.
Under 09/10 säsong bildade Brown ett väl fungerande mittbackslås tillsammans med Jack Hobbs, Brown och Hobbs fungerade mycket bra tillsammans. Men Browns karriär i Leicester City fördärvades något då uppgifter om att han yttrat rasistiska kommentarer mot sina utländska medspelare läckt ut. Det framgick senare i brittisk press att Brown röstat på det främlingsfientliga brittiska partiet British National Party (BNP) och han att glatt delat med sig av detta till sina lagkamrater.
I juli 2010 lämnade han klubben efter en överenskommelse. Han skrev någon dag senare på för Preston North End.

## Meriter
Hull City
- Vinnare av kvalet till Premier League: 2008

Leicester City
- League One mästare: 2009